# Vrinjeni stavek
Vrinjeni stavek – tudi vrivek ali s tujko parenteza – je stavek v okviru kake povedi (ali stavka), s katero ni povezan po načelu prisojanja ali določanja, pa tudi ne prirednosti ali sorednosti, ampak je oblikovno sam zase, le v kakšni svobodni zvezi z vsebino. Izgovarja pa se na znižanem registru in navadno hitreje od besedila, v katero je vrinjen.

## Uporaba ločil
Vrinjeni stavek lahko ločimo od preostale povedi z vejicama, pomišljajema, tremi pikami ali oklepajem:
- Pred leti, bil sem še mlad in zato še manj izkušen, sem se loteval tudi »nemogočih« stvari.
- Pred leti – bil sem še mlad in zato še manj izkušen – sem se loteval tudi »nemogočih« stvari.
- Pred leti ... bil sem še mlad in zato še manj izkušen ... sem se loteval tudi »nemogočih« stvari.
- Pred leti (bil sem še mlad in zato še manj izkušen) sem se loteval tudi »nemogočih« stvari.

Pisanje vejice za označitev vrinjenega stavka je priporočeno zlasti, kadar ni veliko drugih vejic, sicer lahko z uporabo drugih ločil dosežemo večjo preglednost.